# San Romano in Garfagnana
San Romano in Garfagnana é uma comuna italiana da região da Toscana, província de Lucca, com cerca de 1.432 habitantes. Estende-se por uma área de 26 km², tendo uma densidade populacional de 55 hab/km². Faz fronteira com Camporgiano, Piazza al Serchio, Pieve Fosciana, Sillano, Villa Collemandina.

## Demografia
| Variação demográfica do município entre 1861 e 2011                               |
|                                                                                   |
| Fonte: Istituto Nazionale di Statistica (ISTAT) - Elaboração gráfica da Wikipedia |